# Цауне, Юлий Семёнович
Юлий Семёнович Ца́уне (4 марта 1862, Саарема, Лифляндская губерния, Российская империя (сейчас Эстония)  — 1930, Харьков, УССР) — украинский архитектор и педагог первой половины XX века.

## Биография
Родился будущий архитектор в Лифляндии (современные Латвия и южная часть Эстонии) 4 марта 1862 года (по новому стилю). 25 марта того же года крещён Юлием Эрнестом, о чём свидетельствует запись пастора Адзеля Юлия фон Разина. Известие содержится в копии выписки из реестра рождённых и крещённых за 1862 год Адзельской церковной книги №30 в городе Адзеле вблизи городка Мариенбург (после 1918 г. — Алуксне).
О детских годах Юлия Семёновича Цауне практически ничего не известно. Родился в семье содержателя постоялого двора вблизи Мариенбурга Симона (Симониса) Цауне, который был причислен к крестьянскому сословию. К этому же сословию принадлежала его супруга. Известно также, что в молодые годы родители Цауне служили у местного барона. Отец — кучером, а мать — горничной. 
Фамилия Цауне (Сaune) очень распространена в Латвии, она означает на латышском языке — куница. В семье были и другие дети, судьба которых пока не выяснена. 
Первоначальное образование Юлий получил частью дома, частью в местном пансионе, а в декабре 1878 года юного Цауне увезли в Петербург и отдали на обучение в самую знаменитую немецкую школу империи — Питершуле и сразу в четвёртый класс. 
В 1881 году Ю.С. Цауне закончил с отличием дополнительный класс Главного немецкого училища святого Петра. В аттестате у него были все пятёрки, за исключением нескольких четвёрок, о чём «говорит» его свидетельство. Будущий архитектор, в том же 1881 году, 20 ноября подаёт прошение о зачислении его в число вольнослушателей в самое престижное высшее художественное училище в области изобразительных искусств Российской империи — Императорскую академию художеств (на архитектурное отделение), куда и был принят в том же году.
В академии он обучался у таких великих педагогов той эпохи и неподражаемых мастеров рисунка, как П.П. Чистяков. Цауне учился уже в то время, когда новым уставом от 30 августа 1859 года было совершенно изменено преподавание наук сообразно двум отделениям академии: одно по живописи и скульптуре, другое — по архитектуре. Общие науки, на которые до тех пор обращалось немного внимания, заняли почётное место в обоих отделениях. Для архитекторов было введено преподавание математики, физики и химии. Также было установлено три степени звания классных художников. Получивший первую золотую медаль приобретает вместе с званием классного художника 1-й степени чин 3-класса и право быть посланным за границу для усовершенствования мастерства.
Учебный курс Цауне окончил в 1886 году, а художественно-архитектурный в 1890 году с большой серебреной медалью и правом возводить постройки. Во время учёбы он принимал участие в постройке Нарвской электростанции на реке Нарова. Эта его работа оказалась единственной выполненной им на родине, в Прибалтике.
После окончания академии молодой архитектор получил назначение в Таврическую губернию, в Севастополь. Именно сюда дотянулась железнодорожная ветка и город стал быстро развиваться. В истории Российской империи это был период железнодорожной строительной лихорадки. Одна за другой строились железные дороги и дальнейшая судьба Ю.С. Цауне, так или иначе, была связанна с этим, в тот период самым динамичным видом транспорта. 
Из Петербурга он приехал с женой — Евдокией Ивановной Цауне (её девичья фамилия не установлена), которая, скорее всего, была уроженкой Петербурга. Позже у них родились дети: Дмитрий и Елизавета. Их следы пока нами не выявлены, хотя в Прибалтике осталось большое количество родственников (отец, мать, братья и т.д.) Но Цауне не стремился в Лифляндию и приезжал сюда только один раз на похороны отца. Дальнейшая его биография достаточно точно прослеживается по документам: его служебный рост, места проживания и даже заработная плата.
Ю.С. Цауне расположился в Харькове с 16 сентября 1898 года, хотя пребывал в городе и ранее, о чём свидетельствует секретная записка из канцелярии харьковского губернатора от 5 сентября 1901 года о «благонадёжности» в общественном и политическом отношении соискателя на должность преподавателя ХТИ Ю.С. Цауне. 
Как уже было сказано, в 1901 году Юлий Семёнович подал свою кандидатуру на вакантную должность преподавателя рисования и черчения в не так давно открывшийся в Харькове, первый технический вуз в украинских губерниях Российской империи и второй по времени создания технологический институт в масштабах всей империи — Харьковский технологический институт.
При подаче прошения на назначение на должность Цауне описывает свою прежнюю биографию, которая и проливает свет на слабо известный период его жизни, начиная с окончания академии и до назначения на должность в Харькове. 
В прошении Цауне описывает, что на протяжении всего академического времени работал у петербургских архитекторов в их строительных бюро и на постройках, а также преподавал рисование в мужском 5-классном пансионе Крумбольтца в Петербурге. С 1890 года началась его самостоятельная строительная деятельность: с 1890 по 1892 год он занимался постройкой дворца, школы и больницы у княгини Щербатовой в Подольской губернии в городе Каменец-Подольском. 
В 1892 году он поступил на должность сверхштатного архитектора Управления Лозовско-Севастопольской железной дороги в городе Севастополь, где создавал проекты различных гражданских сооружений и производил постройки, как от казённой железной дороги, так и частные. 
В 1894 Юлий Семёнович за свою успешную работу был удостоен получить из кабинета Его Величества «Высочайше пожалованные» золотые часы. 
При реорганизации железнодорожного управления в 1895 году и создании Курско-Харьково-Азовской железной дороги (и перенесением управления в город Харьков), он был назначен на должность помощника начальника службы пути третьего участка.
27 июня 1896 приказом Министерства путей сообщения Цауне был определён на государственную службу непосредственно по Министерству путей сообщения, а следующим приказом от 26 июля 1896 № 1586 — прикомандирован к техническому отделу для составления проекта перестройки Харьковского вокзала, с прибавкой в жаловании 1500 руб. и ещё 100 руб. ежемесячно.
Кроме вокзала Цауне возводит постройки, расположенные возле него: здание центральной электростанции и здания амбулаторной лечебницы. В наше время из всех этих сооружений сохранился лишь фрагмент старого вокзала, который очень органично был «вписан» в новый вокзал. Он был возведён в 1952 году по проекту харьковских архитекторов Г.И. Волошина, Б.С. Мезинцева и Е.А. Лымаря, был возведён в стиле неоклассицизма. Сегодня здесь расположен кассовый зал.
Перестройка харьковского вокзала была все городским событием, которое неоднократно освещалось в тогдашней прессе, в частности в Харьковских губернских ведомостях и газете Южный край. В газетах фигурирует не только такие сведения, как анонсы начала строительства а и описания экстерьера и интерьера вокзала, а также технические характеристики.
В этот же период Цауне начинает возводить здание, которое было одним из первых его частных заказов в Харькове. В 1898 году Ю.С. Цауне подаёт прошение от имени И.А. Пенского в городскую управу на постройку каменного 2-х этажного дома по улице Максимилиановской 7. В общем-то, это был соседний дом от того, в котором проживал сам архитектор в то время. 
После постройки вокзала архитектор в 1902 году завершает постройку малого театра по улице Харьковской набережной №6.
Прошение на должность было удовлетворено и с 1 сентября 1901года Юлий Семёнович приступил к проведению занятий по черчению на втором курсе в количестве четырёх часов и четырёх часов рисования на первом курсе с 1 октября 1901 года. Его заработная плата была 900 рублей в год.
Начало нового века ознаменовало новый период в жизни выдающегося архитектора. В 1900 году ему присваивают за выслугой лет чин надворного секретаря. В 1904 году Юлий Семёнович перешёл с работы по найму на штатную должность преподавателя рисования, черчения и архитектурного проектирования Харьковского технологического института. Также в этот период Цауне преподаёт в малярно-декоративной школе при Обществе распространения в народе грамотности.
1904 год выдался достаточно плодотворным и бурным в жизни харьковского архитектора, он достраивает вознесенскую женскую гимназию (современный пер. Марьяненко № 4), заканчивает работу в строительном комитете по вопросу переустройства Харьковской пересыльной тюрьмы[20], за что был представлен к наградам. В том же году Цауне выступил кандидатом на открывшуюся вакантную должность городского архитектора, о чём свидетельствует ответ на запрос директора ХТИ из городской управы. Это момент освещался в прессе того времени, в газете Южный край помещалась заметка «НАЗНАЧЕНИЕ: На должность харьковского архитектора вместо уволившегося М.И. Дашкевича, как мы слышали изъявил желание поступить архитектор Ю.С. Цауне. Которого и имеется ввиду назначить.»
Однако по неизвестным для нас на сегодняшний день причинам, городским архитектором Цауне так и не стал. 1 января 1904 года Юлию Семёновичу был пожалован первый российский орден Св. Станислава ІІІ степени за отличную «службу и особые труды», а в 1905 был пожалован чин надводного советника.
В конце января 1904 года Ю.С. Цауне принимает участие в «частном совещании гласных и приглашённых лиц» по вопросу перестройки крытого рынка Благовещенского базара, кроме Цауне в совещании принимали участие А.Н. Бекетов, И.И. Загоскин, З.И. Харманский.
2 мая 1905 года в прессе появляется заметка о создании комиссии по строительству нового здания амбулаторной лечебницы Красного креста, проект которой подготовил архитектор Цауне со сметой в 27 тысяч рублей. Во время проводимой подстроки нового здания, которой руководил Цауне, одновременно происходил ремонт стационарной лечебницы Красного креста и других помещений.
Летом 1905 года Цауне получил разрешение на заграничную командировку в Бельгию и Германию для изучения модерного строительного дела сроком на летнее вакационное время.
В 1906 году, в период первой российской революции, умирает отец Юлия, Эрнест Цауне, и архитектор берёт отпуск для поездки в Мариенбург, впервые после стольких лет разлуки с близкими. Отпуск планировался с 15 по 14 ноября 1906 года.
Начало XX века принесло Цауне не только продвижение как известного частного архитектора, но и служебный рост. В 1907 году Ю.С. Цауне становится временно исполняющим обязанности архитектора института (до увольнения статского советника академика архитектуры М.И. Ловцова).  
В том же 1913 году Юлий Семёнович Цауне был пожалован за выслугой лет, приказом по гражданскому ведомству от 30 августа № 61 в чин коллежского советника.  Таким образом, его первый период пребывания в Харькове ознаменовался крутым взлётом по карьерной лестнице.
Показательным были смены места проживания архитектора в Харькове. Первоначально он проживал на улице Максимиллиановской, 7. Позже он проживал на улицах Мироносицкой, Пушкинской, Каплуновской (в наше время — ул. Краснознаменная)[31]. Эти переезды были связанны улучшением его жилищных условий в связи с повышением общественного и экономического статуса.
Новый этап творчества архитектора был связан с бурным строительством в Харькове в эпоху империализма. Цауне энергично включился в возведение всевозможных построек как государственных, так и частных. Одно за другим в центре Харькова росли доходные дома, роскошные особняки знати. Архитектор параллельно строил по два-три, а то и более зданий. Цауне строит жилые дома, особняки, банковские и судебные здания, гимназии, а в 1913 году возводит синагогу по адресу переулок Кравцова 15, (быв. пер. Мордвиновский). Так продолжалось до Первой мировой войны. 
Несмотря на ухудшающиеся здоровье Цауне продолжает усердно работать как на частной основе, так и в институте.
В 1912 году указом № 37 от 11 июня 1912 года гражданского ведомства произведён по выслуге лет в чин статского советника. Вначале XX века чин статского советника утратил то значение, что имел ещё в середине XIX века. Чин статского советника замыкал 1-ю группу чиновничества Табеля о рангах. Данная группа (с 1-го по 5-й класс) объединяла представителей высшей номенклатуры определяющих курс политики государства. Представители данного чина имели особые привилегии и высокие должностные оклады. Обращением к этому чину было «Ваше высокородие»
С 1923 по 1926 год Юлий Семёнович Цауне занимал должность преподавателя в Харьковском строительном техникуме имени Г.И. Петровского[40]. При этом последний год работы он занимал штатную должность и числился преподавателем первого разряда. Заработная плата преподавателя-архитектора составляла 145 рублей ежемесячного жалования[41], что не могло сравнится с его дореволюционными заработками. 
В 1930 году он, по всей видимости, умер. Даже сама смерть архитектора прошла незамеченной для харьковского общества, точная дата его кончины остаётся неизвестной. Самая ранняя из возможных дат — 1929 год, а Юрий Лейбфрейд, историк архитектуры, утверждает, хотя и под вопросом, что это был 1930 год. Возможно, это был и 1931 год, а может и последующий. Во всяком случае в харьковских справочных изданиях его имя в последний раз встречается именно в 1930 году. 
По рассказам некоторых краеведов Харькова его могила сохранялась на втором городском кладбище (лютеранской части) ещё в восьмидесятые годы прошлого столетия.

## Избранные проекты и постройки
В Харькове
- Синагога на пер. Мордвиновском (ныне Планетарий на переулке Кравцова, 15 (1912—1914 гг.).
- Частная гимназия на улице Чернышевской, 60 (1909—1913 гг.).
- Частная гимназия на Харьковской набережной, 4 (1911 г.).
- Надстройка Дома Харьковского товарищества взаимного кредита на Павловской площади, 20 (1913 г.).
- Вознесенская гимназия на Провиантском переулке (ныне переулок Марьяненко, 4, 1904 г.).
- Торговый дом на улице Екатеринославской (ныне Полтавский шлях, 57, 1906 г.).
- Малый театр на Харьковской набережной (Вилла Жаткина,1902 — 1912 гг., не сохранился).
- Екатерининский театр миниатюр и опретты во дворе усадьбы на улице Екатеринославской (ныне Полтавский шлях, 16, 1915 г.).
- Гостиница «Версаль» на улице Конторской, 1-а (начало XX в.).
- Доходный дом на улице Девичьей, 3 (начало XX в.).
- Доходный дом на улице Девичьей, 5 (начало XX в.).
- Особняк на улице Пушкинской, 57 (начало XX в.).
- Доходный дом с магазином на улице Сумской, 44 (1912 г.). — Дом Аладьиных
- Доходный дом на улице Пушкинской, 53 (1911 г.).
- Жилой дом на улице Сумской, 84 (1909 г.).
- Жилой дом на улице Садовой, 6 (начало XX в.).
- Жилой дом на Вознесенской площади (ныне площадь Фейербаха, 13, 1914 г.).
- Жилой дом на Куликовском спуске, 18 (1908 г.).
- Жилой дом на улице Потебни, 3 (в соавторстве с М. Штанделем, 1907 г.).
- Склад на улице Коцарской, 18 (1912 г.).
- Доходный дом на ул. Чернышевской,4 (1909-1910гг)